# Letícia da Bélgica
Letícia Maria Nora Ana Joaquim Zita (Laetitia Maria Nora Anna Joachim Zita; Bruxelas, 23 de abril de 2003) é a quinta criança e filha mais nova da princesa Astrid da Bélgica e de seu marido, o arquiduque Lorenzo da Áustria-Este. É neta do rei Alberto II da Bélgica e atualmente ocupa o décimo lugar na linha de sucessão ao trono belga.
Letícia possui dois irmãos mais velhos: Amadeu (nascido em 1986) e Joaquim (nascido em 1991) e duas irmãs mais velhas: Luísa (nascida em 1995) e Maria Laura (nascida em 1988).

## Nascimento e batismo
A princesa Letícia nasceu na Clínica St. Jean, em Bruxelas, capital da Bélgica. Todos os seus avós e bisavós são reais ou nobres; ela descende de famílias reais dinamarquesas, britânicas, portuguesas, espanholas, alemães, austríacos, belgas, italianas, suecas e francesas. Em 1991, 12 anos antes de seu nascimento, houve uma mudança na constituição, a qual aboliu a lei sálica. 
Letícia foi batizada no Castelo de Stuyvenberg, no dia 1 de junho de 2003. Na cerimônia, estiveram presentes amigos e familiares de seus pais, incluindo representantes de outras casas reais

## Educação
Letícia está atualmente a ser educada na Escola Preparatória Bromsgrove, no Reino Unido. Ela está em seu oitavo ano da escola primária (2015-2016).

## Aparições públicas
A princesa Astrid tenta ao máximo proteger a vida privada de seus filhos. Portanto, são poucas as vezes em que Letícia pode ser vista aos olhos do público.
Em 22 de outubro de 2011, Letícia, juntamente com sua mãe e irmã mais velha, a princesa Luísa, participou da estreia do filme "As Aventuras de Tintim", dirigido por Steven Spielberg, em Bruxelas.
Em 21 de julho de 2013, a princesa Letícia, acompanhada por outros membros da família real, assistiu à parada civil e militar durante a abdicação do rei Alberto II e a coroação do rei Filipe da Bélgica.
Em 2014, foi a menina das flores no casamento de seu irmão Amadeu com Elisabetta Rosboch Von Wolkenstein.

## Títulos e estilos
- 23 de abril de 2003 - presente: Sua Alteza Imperial e Real, princesa Letícia da Bélgica, Arquiduquesa da Áustria-Este, Princesa Imperial da Áustria, Princesa Real da Hungria e Boêmia, Princesa de Módena.

Todos os filhos do arquiduque da Áustria-Este, Lorenzo, ostentarão o título "Príncipe/Princesa da Bélgica" por decreto real belga de 2 de dezembro de 1991, além de seus títulos austríacos: "Arquiduque/Arquiduquesa da Áustria-Este, Príncipe/Princesa Imperial da Áustria, Príncipe/Princesa Real da Hungria e Boêmia, Príncipe/Princesa de Modena'". Internacionalmente, Luísa é denominada brevemente como "SAI&R princesa Letícia da Bélgica, Arquiduquesa da Áustria-Este".